# الساكن الوسط (ذي السفال)

تعديل مصدري - تعديل

الساكن الوسط محلة تابعة لقرية الفودعية، التابعة لعزلة حبير بمديرية ذي السفال إحدى مديريات محافظة إب في الجمهورية اليمنية، بلغ تعداد سكانها 279 حسب تعداد اليمن لعام 2004.